# 瓦萊里婭·恰瓦塔
瓦萊里婭·恰瓦塔（義大利語：Valeria Ciavatta，1959年1月16日—）是一位聖馬利諾的政治家，曾於2003年10月－2004年4月與2014年4月－2014年10月出任執政官。

## 政治生涯
瓦萊里婭·恰瓦塔於2003年10月－2004年4月與喬瓦尼·隆費爾尼尼共同擔任執政官。2006年7月27日，她成為聖馬利諾的內政部長。2014年4月她再度出任執政官，任期與盧卡·貝卡里共享。
在1990年代初成為大眾聯盟的創始成員之前，曾是一名基督教民主黨人士。